# 村石宏实
村石宏實（日语：／ Muraishi Hirochika，1947年3月1日—2022年3月27日）是日本演出家、電影導演。
村石宏实出生於東京都，毕业于東京写真大学（现东京工艺大学）。1967年，村石宏实加入圆谷，以光学摄影工作人员参与了《奥特曼》和《奥特赛文》的制作。在转型成导演后，又作为助理导演参与拍摄作品，并最终于1973年，村石宏实正式以导演身份出道。他的作品多以特摄电影为主，曾执导《迪迦奥特曼》《盖亚奥特曼》《麦克斯奥特曼》等作品。

## 導演作品

### 電影
- （1973年）
- （1992年）
- 《迪迦奧特曼：最终聖戰》（2000年）

### 電視劇
- 《戰鬥電人查勃卡》(1975年）[c]
- 《漫畫原來如此物語（日语：まんがなるほど物語）》（1986年－1988年）[d]
- 《新·漫畫原來如此物語（日语：まんがなるほど物語）》（1988年－1989年）[d]
- 《電腦警察》（1988年－1989年）
- 《B級恐怖WARASHI（日语：WARASHI）》（1991年）
- 《電光超人古立特》（1993年－1994年）
- 《七星鬥神凱法特》（1996年）
- 《超星神》（2003年）
- 奧特曼系列
  - 《迪迦奧特曼》（1996年－1997年）[e]
  - 《戴拿奧特曼》（1997年－1998年）
  - 《蓋亞奧特曼》（1998年－1999年）
  - 《高斯奧特曼》（2001年－2002年）
  - 《麥克斯奧特曼》（2005年－2006年）
  - 《夢比優斯奧特曼》（2006年－2007年）
  - 《奧特銀河大怪獸之戰》（2007年－2008年）
  - 《奧特銀河大怪獸之戰：無盡聖戰（日语：ウルトラギャラクシー大怪獣バトル NEVER ENDING ODYSSEY）》（2008年－2009年）

### 非戲院首映
- 《迪迦奧特曼外傳：遠古復甦的巨人（日语：ウルトラマンティガ外伝 古代に蘇る巨人）》（2001年）——同時兼任原案及特技導演。

## 演出作品
| 上映年份 | 電視劇名       | 出演集   | 飾演角色                |
| -------- | -------------- | -------- | ----------------------- |
| 1973年   | 鐵人老虎七號   | 第7集    | 狼原人（皮套演員）      |
| 2005年   | 麥克斯奧特曼   | 第9集“”  | 電視台工作人員          |
| 2005年   | 麥克斯奧特曼   | 第19集“” | 古代村長                |
| 2005年   | 麥克斯奧特曼   | 第29集“” | 狩獵師                  |
| 2006年   | 夢比優斯奧特曼 | 第13集“” | 狩獵師                  |
| 2019年   |                |          | 風文字猛 / 騎士假面壹號 |

### 腳註
1. ↑  在《夢比優斯奧特曼檔案》書中被寫錯了。[1]
2. ↑  “宏実”依舊被標記讀成“Hirochika”而不是“Hiromi”。
3. ↑  署名，時任該劇助理導演。
4. 1 2  署名。
5. ↑  兼任責任編劇。

### 出典
1. 1 2 3 4  円谷プロダクション. 宇宙船編集部 , 编. . 朝日ソノラマ. 2007: 70. ISBN 9784257037453.
2. 1 2 3 4  円谷プロダクション. 宇宙船編集部 , 编. . 朝日ソノラマ. 2006: 56. ISBN 9784257037354.
3. ↑  . Oricon新聞. 2022-03-29  [2022-04-01]. （原始内容存档于2022-06-14）.
4. ↑  講談社 (编). . 講談社. 2019: 32. ISBN 9784065137093.
5. 1 2 3  . 澎湃. 2022-03-28  [2023-08-23] –红星新闻.
6. ↑  . 洋泉社,. 2011: 56–59. ISBN 9784862488053.

## 外部連接
- 村石宏實在互联网电影资料库（IMDb）上的資料（英文）
- 村石宏實在豆瓣上的资料（简体中文）